# A Hősök epizódjainak listája
Itt található a Hősök (Heroes) című televíziós sorozat epizódlistája.

## Áttekintés
| Évad | Évad | Cím                         | Epizódok | Évad premier                           | Évad finálé                           |
| ---- | ---- | --------------------------- | -------- | -------------------------------------- | ------------------------------------- |
|      | 1    | Első kötet: Teremtés        | 23       | 2006. szeptember 25. 2007. március 4.  | 2007. május 21. 2007. augusztus 1.    |
|      | 2    | Második kötet: Nemzedékek   | 11       | 2007. szeptember 24. 2008. június 11.  | 2007. december 3. 2008. augusztus 27. |
|      | 3    | Harmadik kötet: Gonoszok    | 13       | 2008. szeptember 22. 2010. október 16. | 2008. december 15. 2011. január 21.   |
|      | 3    | Negyedik kötet: Szökevények | 12       | 2009. február 2. 2011. január 28.      | 2009. április 27. 2011. április 15.   |
|      | 4    | Ötödik kötet: Megváltás     | 19       | 2009. szeptember 21. 2012. december 2. | 2010. február 8. 2013. március 26.    |

### Első évad (2006-2007)
| Sor. | Év. | Cím                                                                        | Rendező          | Író                     | Premier                               | Nézettség    |
| --- | --- | -------------------------------------------------------------------------- | ---------------- | ----------------------- | ------------------------------------- | ------------ |
| 1. | 1.  | Teremtés (Genesis)                                                         | David Semel      | Tim Kring               | 2006. szeptember 25. 2007. március 4. | 14.10 millió |
| Amikor Mohinder Suresh, a genetika professzora értesül szintén genetikus édesapja haláláról, azonnal New Yorkba utazik, hogy megtudja mi történt az apja kutatásaival. Hamarosan azonban rá kell ébrednie, hogy nem csak ő szeretné megtudni, hogy az édesapja milyen eredményeket ért el az emberi evolúció terén végzett munkásságával, ami miatt annak idején el kellett hagynia a családját és a hazáját. |     |                                                                            |                  |                         |                                       |              |
| 2. | 2.  | Ne nézz vissza! (Don't Look Back)                                          | Allan Arkush     | Tim Kring               | 2006. október 2. 2007. március 4.     | 12.96 millió |
| Matt Parkman rendőr hallja egy eltűnt kislány gondolatait Sylar egyik gyilkosságának helyszínén. Claire hősiessége a vonatbalesetnél nemkívánatos figyelmet irányít rá. Peter kezdi megérteni saját és bátyja képességeit. Hiro rátalál egy róla szóló képregényre, ami Isaachez vezeti őt és szörnyű dologgal szembesül. |     |                                                                            |                  |                         |                                       |              |
| 3. | 3.  | Egy hatalmas ugrás (One Giant Leap)                                        | Greg Beeman      | Jeph Loeb               | 2006. október 9. 2007. március 8.     | 13.34 millió |
| A Nevada-i sivatagban Niki egy bizarr gyűrűt viselő csontvázra bukkan, mely üzenetet hordoz a számára. Nathan megpróbálja felhasználni az öccsét saját politikai karrierje érdekében, s ez már önmagában kikészíti Petert, aki eközben azért küzd, hogy megismerje a saját képességeit. Hiro - visszatérvén Tokióba - Isaac képregényét próbálja felhasználni, hogy meggyőzze Andót, higgyen neki és tartson vele a világ megmentésére. Claire romantikus éjszakája a suli-bulin váratlan fordulatot vesz. Matt a különleges képességeit latba vetve, megpróbál segíteni felkutatni a sorozatgyilkost Sylart. Mohinderék pedig hatalmas felfedezésre jutnak. |     |                                                                            |                  |                         |                                       |              |
| 4. | 4.  | Ütközés (Collision)                                                        | Ernest Dickerson | Bryan Fuller            | 2006. október 16. 2007. március 22.   | 12.96 millió |
| Matt ismeretlen helyen tér magához, ahol éppen a képességét tesztelik. Hiro és Ando Las Vegas kaszinóiban próbálnak szerencsét. Nathan is Vegasba utazik, ahol összetalálkozik Nikivel. Mohinderben egyre csak gyűlnek a kétségek, s végül úgy dönt, hogy visszautazik Indiába. Isaac újabb képeket fest a jövőről, miközben Claire véres bosszút áll Brodyn. Petert titokzatos idegen látogatja meg a jövőből. |     |                                                                            |                  |                         |                                       |              |
| 5. | 5.  | Hirók (Hiros)                                                              | Paul Shapiro     | Michael Green           | 2006. október 23. 2007. március 29.   | 14.45 millió |
| Petert Hiro látogatja meg a jövőből, s azt a feladatot adja neki, hogy mentse meg a pomponlányt, s ezáltal a világot. Claire bevallja az apjának, hogy Brody mit tett vele, ezért az apja elküldi Brodyhoz a Haitit. Nathant elrabolják a szállodaszobájából, de sikerül megszöknie, majd kiderül, hogy a Nikivel töltött éjszakáját videóra vették. Mohinder kételkedni kezd abban, hogy van-e értelme a New York-i tartózkodásának. Janice és Matt között végre rendeződni látszanak a dolgok. Miután Hiro és Ando összevesznek, Hiro látja Nathant repülni, majd találkozik is vele. Peter felkeresi Isaacet és egyre inkább hisz abban, hogy Isaac valóban le tudja festeni a jövőt. Niki megtudja, hogy a férje megszökött. |     |                                                                            |                  |                         |                                       |              |
| 6. | 6.  | Jobbik felek (Better Halves)                                               | Greg Beeman      | Natalie Chaidez         | 2006. október 26. 2007. április 5.    | 14.89 millió |
| Peter és Isaac a pomponlány kilétét igyekszik kinyomozni, miközben kiderül, hogy a nyomravezető festményt egy Las Vegas-i milliomos, bizonyos Lindermann vásárolta meg. Claire találkozik a vér szerintinek vélt szüleivel. Nikit felkeresi a férje, s kiderül, hogy DL is különleges képességgel bír, valamint, hogy Niki sötét énje, Jessica, időnként legyőzi Nikit. Hirót és Andót egy vegasi szerencsejátékos csalásra kényszeríti, miközben fültanúi lesznek egy szörnyű mészárlásnak. Suresh úgy dönt, hogy visszautazik Indiába, majd később Eden kilétéről meglepő dolog derül ki. Mr. Bennet soron következő kiszemelt áldozata Isaac. |     |                                                                            |                  |                         |                                       |              |
| 7. | 7.  | Nincs rejtegetnivaló (Nothing to Hide)                                     | Donna Deitch     | Jesse Alexander         | 2006. november 6. 2007. április 12.   | 14.47 millió |
| Claire öccse, Lyle ellopja, majd megnézi a Claire öngyilkossági kísérleteit tartalmazó kazettát és ettől persze halálra rémül. Kiderül, hogy Nathan felesége tolókocsihoz kötött mozgássérült, majd amikor Nathan-t kikezdi egy újságíró, szorult helyzetéből éppen Peter menti ki. Matt és Audrey egy titokzatos gyilkos után nyomoznak, aki radioaktív sugárzás által szedi áldozatait. D.L. és Micah továbbra is menekülnek Niki/ Jessica elől. Az országúton véletlenül találkoznak Hiro-val és Ando-val, miközben közösen, a képességeik segítségével megmentenek egy balesetet szenvedett nőt. Peter megkéri Nathan-t, hogy szerezze meg a festményt Lindermann-tól. |     |                                                                            |                  |                         |                                       |              |
| 8. | 8.  | 7 perc éjfélig (Seven Minutes to Midnight)                                 | Paul Edwards     | Tim Kring               | 2006. november 13. 2007. április 19.  | 15.08 millió |
| Eden megpróbálja Isaac-ot leszoktatni a drogról és megtanítani arra, hogy anélkül is képes legyen lefesteni a jövőt. Hiro és Ando találkozik Charlie-val, egy rendkívül gyorsan tanuló, különösen éles eszű pincérlánnyal, akit Sylar hamarosan meg is gyilkol. Suresh úgy dönt, hogy Indiában marad, visszatér az egyetemi katedrához és elfelejti apja kutatásait, csakhogy újabb rejtélyekre bukkan. Matt rádöbben, hogy a sugárzást kibocsátó gyilkos, Ted ugyanolyan különleges képességgel bíró személy, mint ő, és a nyakán lévő jel arra utal, hogy korábban őt is elrabolták. Mr. Bennet erőszakkal ráveszi Eden-t, hogy Isaac-et mégis csak győzze meg arról, hogy drog segítségével fessen még egy képet, mert azt reméli, hogy így megmentheti Claire-t Sylar-től. |     |                                                                            |                  |                         |                                       |              |
| 9. | 9.  | A diáknap (Homecoming)                                                     | Greg Beeman      | Adam Armus & Kay Foster | 2006. november 20. 2007. április 25.  | 16.03 millió |
| Claire elhorgássza a diáknapi királynői koronát Jackie orra elől. Nathan visszaszerzi Lindermann-tól a festményt, de miután Peter-t holtan látja rajta, tönkreteszi a képet. Jessica / Niki mesterlövész puskát vásárol, mert feltett szándéka, hogy megöli D.L.-t. Suresh a titokzatos álmai nyomába ered, s végül rábukkan a jelszóra, mellyel fel tudja törni apja számítógépét. Peter Simone-tól tudja meg, hogy mi volt a tönkretett festményen, így már azt is tudja, hogy mikor és hová kell mennie, hogy megmentse a pomponlányt. Isaac újabb festménye használhatatlannak bizonyul. Hiro visszautazik az időben, hogy megmentse Charlie-t, a kedves pincérlányt. Sylar összetéveszti Claire-t és Jackie-t, így Jackie-t megöli, Claire-nek azonban Peter segítségével sikerül egérutat nyernie. Claire bevallja az apjának a titkát. |     |                                                                            |                  |                         |                                       |              |
| 10. | 10. | Hat hónappal ezelőtt (Six Months Ago)                                      | Allan Arkush     | Aron Eli Coleite        | 2006. november 27. 2007. május 2.     | 15.56 millió |
| Suresh apja, Chandra felkeresi az első jelöltet, a Gabriel Gray nevű órásmestert, és elmondja neki, hogy valószínűleg különleges képességgel bír. Claire végre magára öltheti a hőn áhított pomponlány egyenruhát. Hiro, miután a teleportálása hat hónappal korábbra sikerül, egyre jobban összebarátkozik Charlie-val. Niki-t felkeresi rég nem látott édesapja, akinek a feltűnése régi sebeket szakít fel, majd megjelenik Jessica. Peter úgy dönt, hogy házi ápoló lesz. Egy buliból hazafelé tartva Nathan-t és Heidi-t baleset éri, s ekkor Heidi lebénul. Matt ismét elhasal a nyomozóvizsgán, miközben a házassági problémái egyre mélyülnek. Chandra Claire apját is megkeresi azzal, hogy Claire vélhetően különleges személyiség. Gabriel-t feldühíti, amikor Chandra közli vele, hogy tévedett, s még sincs különleges képessége. Sylar ekkor pedig színre lép.                                                                         |     |                                                                            |                  |                         |                                       |              |
| 11. | 11. | Felismerés (Fallout)                                                       | John Badham      | Joe Pokaski             | 2006. december 4. 2007. május 9.      | 14.94 millió |
| Matt és Audrey Sylar után nyomoznak az iskolai gyilkosság helyszínén. Jessica megsebesíti D.L.-t, akinek Micah-val együtt mégis sikerül tovább menekülnie. Sylar-t bezárják, és a képességeit Claire apja és a munkatársai vizsgálni kezdik. Suresh visszatér New Yorkba, és értesíti az FBI-t a várható gyilkosságokról. Eden hozzásegíti Isaac-et a szökéshez, így Isaac hamarosan felveszi a kapcsolatot Hiro-val. Claire megtudja, hogy Peter-nek is különleges képességei vannak. Claire apja elküldi a Haitit mindenkihez, aki tudhat lánya képességéről, beleértve Claire-t is. A Haiti azonban "megkegyelmez" Claire-nek. Matt eközben arra gyanakszik, hogy Claire apjának köze lehet az emberrablásokhoz és Sylar-hez is. Niki miután rádöbben, hogy veszélyt jelent a fiára, feladja magát a rendőrségen. Eden és Sylar képességei összecsapnak, ezalatt pedig Peter megérti, hogy a mindent másoló képessége mindenki vesztét okozhatja. |     |                                                                            |                  |                         |                                       |              |
| 12. | 12. | Isteni adomány (Godsend)                                                   | Paul Shapiro     | Tim Kring               | 2007. január 22. 2007. május 16.      | 14.90 millió |
| Claire egy nehezebben viseli, hogy hazudnia kell az apjának arról, hogy semmire sem emlékszik, miközben megkísérli Zach emlékeit visszahozni. A Sylarrel való kísérletezés ezalatt Sylar életét fenyegeti. Matt igyekezete, hogy Claire apjára bizonyítson valamit, kudarcba fullad, míg Peter kómában fekszik, s az orvosok nem tudják, hogy mi baja. D.L. visszaadja a pénzt Lindermannek, remélve, hogy ezzel tisztázhatja magát. Niki nagyon szenved a börtönben, majd sikerül elérnie, hogy átszállítsák egy elmegyógyintézetbe. Bár Hiro képességei átmenetileg nem működnek, mégis megpróbálja megszerezni a "kardot". Suresh megtudja, hogy Eden meghalt és, hogy neki is volt különleges képessége. Hiro, Isaac és Simone Nathant győzködik, hogy higgyen a képességeikben, miközben Peter magához tér és egy újabb különleges képességű emberrel találkozik.                                                                               |     |                                                                            |                  |                         |                                       |              |
| 13. | 13. | Kelepcében (The Fix)                                                       | Terrence O'Hara  | Natalie Chaidez         | 2007. január 29. 2007. május 23.      | 13.63 millió |
| Peter összetalálkozik a láthatatlan emberrel, Claude-dal, s megpróbálja rávenni őt, hogy tanítsa meg uralni, illetve irányítani a képességeit. Sylarrel a legkülönfélébb kísérleteket végzik a titkos Primatech-laborban. Sylar pedig később elhiteti a laborvezetővel, hogy meghalt. Hiro és Ando a szamuráj kardot keresik, melynek során elrabolják őket. Nathan felkeresi Suresh-t, annak reményében, hogy együtt, közös erővel megtalálhatják Petert. Claire pedig Zach segítségével eltűnt édesanyját próbálja megtalálni. Nikihez eközben a börtönben egy pszichiátert küldenek. Mattet a sikertelen Primatech akció után hat hónapra felfüggesztik. |     |                                                                            |                  |                         |                                       |              |
| 14. | 14. | Zavaró tényezők (Distractions)                                             | Jeannot Szwarc   | Michael Green           | 2007. február 5. 2007. május 30.      | 14.61 millió |
| Jessica megtámadja a Niki-hez kirendelt pszichiátert. Sylar csapdába ejti Mr. Bennettet, miközben ő kiszabadul és a házukba indul, ahol megtámadja Claire anyját. Simone megkéri Isaacet, hogy próbálja meg megtalálni Petert. Claire felkeresi a vér szerinti anyját, akiről megtudja, hogy szintén különleges képességgel bír. Hiro és Ando elrablójáról kiderül, hogy nem más, mint Hiro apja és az a célja, hogy Hirót visszavigye Japánba. Claude egyre keményebben képzi Petert, aki viszont komoly ellenállást fejt ki. Nikit váratlanul kiengedik a börtönből. |     |                                                                            |                  |                         |                                       |              |
| 15. | 15. | Menekülj! (Run!)                                                           | Roxann Dawson    | Adam Armus & Kay Foster | 2007. február 12. 2007. június 6.     | 14.68 millió |
| Claire nem kap választ az édesanyjától, hogy ki is a vér szerinti apja. Beszélgetésüket kihallgatva csak annyit tud meg, hogy az apja gazdag és befolyásos ember, aki nem akarja őt megismerni. Claire anyja, miután Sylar megtámadta, és a Haiti törölte a rossz emlékeit, szörnyű fejfájással küzd. Claire pedig az apjára dühös, mert sejti, hogy az ő keze van a dologban. Jessica miután Niki-t a tükörbe zárta, átveszi a helyét a családban. Majd később bérgyilkosnak áll Linderman-nál, s első megbízatása egy Malsky nevű ember, aki Matt-tet fogadja fel testőrnek. Suresh-t végre visszahívja egy Zane Taylor nevű, különleges képességű férfi, ám Sylar előbb ér Zane-hez, mint Suresh. Hiro és Ando Las Vegas-ban összetalálkoznak Reménnyel. |     |                                                                            |                  |                         |                                       |              |
| 16. | 16. | Váratlan (Unexpected)                                                      | Greg Beeman      | Jeph Loeb               | 2007. február 19. 2007. június 13.    | 14.10 millió |
| Ted Sprague-t, a radioaktív férfit egy titokzatos lány keresi fel, azt állítva, hogy tudja, kik rabolták el őket. Isaac felveszi a kapcsolatot Benettel és megígéri neki, hogy megkeresi Petert, majd hasonló ígéretet tesz Simone-nak is. Matt-tel váratlanul kapcsolatba lép Ted, akivel együtt Claire-ék házához mennek. Suresh és Sylar, akit Suresh Zane Taylornak hisz, felkeresik a szuperhallású Dale Smither-t, akit azonban Sylar, mielőtt még Suresh megvizsgálhatná, meggyilkol. Hiro a Las Vegas-i Reménnyel történt szerencsétlen kaland után úgy dönt, hogy elbúcsúzik Andótól. Petert és a láthatatlan Claude-ot megtámadja Mr. Bennet és a Haiti, és megpróbálják őket elrabolni. Claire anyja ájultan esik össze, majd kórházba kerül. Isaac pedig véletlenül szörnyű tettet követ el. |     |                                                                            |                  |                         |                                       |              |
| 17. | 17. | A társaság embere (Company Man)                                            | Allan Arkush     | Bryan Fuller            | 2007. február 26. 2007. június 20.    | 14.42 millió |
| Ted, a radioaktív férfi Matt-tel együtt a Bennet-házban próbál választ találni a kérdéseire. Ám amikor a Mr. Bennet számítógépében tárolt fájlokat szeretnék letölteni, az egész család hazaér. Ted pedig, - kihasználva az adódó remek alkalmat -, túszul akarja ejteni a családot, tudván, hogy ezzel a tettel rákényszeríthetik a férfit, hogy felfedje az igazságot. Kiderül, hogy 15 évvel ezelőtt Mr. Bennet-et álcaként nevezték ki a Primatech Papírgyár igazgatójának, s egy régi/új hős is feltűnik. Matt olvasni próbál Claire gondolataiban, és megtudja, hogy Claire tisztában van az apja titokzatos ügyleteivel. A lány persze tagad, mialatt az események kezdenek kicsúszni Matt irányítása alól, ráadásul Ted gondolatait látva Matt rájön, hogy a radioaktív férfi terve nem más, mint megölni mindenkit. |     |                                                                            |                  |                         |                                       |              |
| 18. | 18. | Parazita (Parasite)                                                        | Kevin Bray       | Christopher Zatta       | 2007. március 5. 2007. június 27.     | 14.90 millió |
| Bennet miután a Haiti segítségével megszöktette Claire-t, megpróbálja eltüntetni a lányhoz vezető nyomokat, Claire pedig ezalatt a Haiti társaságában menekül. Hiro még mindig a kardot szeretné megszerezni Lindermantól, de képtelen a közelébe férkőzni. Nathan az FBI-al szövetkezve megpróbálja lebuktatni Lindermant, akinek azonban Jessica a testőre. Suresh rájön, hogy akit ő Zane-nek vélt, valójában Sylar, s csapdát állítva neki meg akarja megölni. Ám még ő sem számol Sylar valódi képességeivel. |     |                                                                            |                  |                         |                                       |              |
| 19. | 19. | 0,07% (.07%)                                                               | Adam Kane        | Chuck Kim               | 2007. április 23. 2007. július 4.     | 11.96 millió |
| Mr. Bennet segítségével Matt és Ted megszökik, és mindhárman New Yorkba tartanak, hogy a társaság nyomkövető rendszerét kiiktassák. Linderman beavatja Nathan-t a tervébe, amelynek első mozzanataként Nathan megnyerné a választást, majd egy robbanás során New York lakosságának fele elpusztulna. Peter és Sylar összecsapnak, mely során szörnyű tragédia következik be...Isaac elkészíti utolsó festményét és a képregény utolsó rajzait, majd megadóan várja Sylar megérkezését. Linderman, miután Niki nemet mond neki, Candice-szel elraboltatja Micah-t. Hiro és Ando eközben egy véletlen folytán 5 év múlva, a jövőben kötnek ki. |     |                                                                            |                  |                         |                                       |              |
| 20. | 20. | Öt év múlva (Five Years Gone)                                              | Paul Edwards     | Joe Pokaski             | 2007. április 30. 2007. július 11.    | 11.92 millió |
| Hiro és Ando a jövőben találkoznak Hiro-val, akitől megtudják, hogy a robbanás után sötét kor köszönt majd be. A képességekkel rendelkező embereket ugyanis üldözik, mozgásukat korlátozzák, szaporodásukat tiltják. A jövőbeni Hiro-t pedig terrorista múltja miatt üldözik, aki azzal küldi vissza Hiro-t a jelenbe, hogy ölje meg Sylar-t, csakhogy Matt elfogja. A jövőbeni Hiro ezért Peter-hez fordul segítségért. Időközben Matt megtalálja a bujkáló Claire-t is és hazaviszi az apjához, Nathan-hez, aki az Egyesült Államok elnöke. Nathan-ről aztán az is kiderül, hogy nem más, mint az alakot váltott Sylar. |     |                                                                            |                  |                         |                                       |              |
| 21. | 21. | A neheze (The Hard Part)                                                   | John Badham      | Aron Eli Coleite        | 2007. május 7. 2007. július 18.       | 10.40 millió |
| Hiro és Ando visszatérnek a jelenbe és elindulnak veszélyes küldetésükre, amelyben meg kell találniuk Sylar-t, hogy Hiro megölhesse, és ezzel megmentse a világot. Amikor pedig Sylar nyomába szegődnek, tanúi lesznek annak, ahogyan Sylar megöli az édesanyját. Peter-nek sikerül meggyőznie Claire-t, hogy maradjon vele és segítsen megakadályozni a robbanást. Jessica és DL, Micah keresésére indulnak. Suresh-t ráveszi Thompson, hogy segítsen neki Sylar megtalálásában, illetve Molly Walker meggyógyításában. Hiro a döntő pillanatban nem képes megölni Sylar-t, miközben Peter átveszi Ted képességét, amit képtelen uralni. |     |                                                                            |                  |                         |                                       |              |
| 22. | 22. | Fölényes győzelem (Landslide)                                              | Greg Beeman      | Jesse Alexander         | 2007. május 14. 2007. július 25.      | 11.54 millió |
| Hiro és Ando az eltört kardot szeretné megjavíttatni. Hiro később a kardjavító műhelyében találkozik az édesapjával, akiről kiderül, hogy mindvégig tudott Hiro küldetéséről. Bennet elküldi a városból Claire-t, Peter-t és Ted-et, miközben ő Matt-tel együtt a nyomkövető rendszert próbálja kiiktatni. Sylar meggyilkolja Ted-et, s ezáltal elnyeri Ted képességét, Peter pedig rádöbben, hogy talán Sylar lesz a robbanó ember. Bennet és Matt számára világossá válik, hogy a "nyomkövető rendszer" nem más, mint maga Molly Walker. Linderman a választáson - Micah segítségével - fölényes győzelemhez segíti Nathan-t. Niki és DL miközben Micah-t keresik, megölik Linderman-t. |     |                                                                            |                  |                         |                                       |              |
| 23. | 23. | Hogyan hatástalanítsunk egy robbanó embert? (How to Stop an Exploding Man) | Allan Arkush     | Tim Kring               | 2007. május 21. 2007. augusztus 1.    | 13.48 millió |
| Niki a sebesült D.L.-t hátrahagyva tovább keresi Micah-t. Bennet és Matt, Suresh támogatásával előbb Peter, majd Sylar megtalálását kéri Molly-tól. Hiro megmenti Sylar-től Ando-t, miközben Sylar elpusztítására készül. Nathan, az anyja és Claire társaságában a robbanást megelőzően el akarja hagyni a várost, ám Claire megszökik, és Peter keresésére indul. Peter a különös "időutazása" és Mr. Bennet hatására úgy dönt, hogy ismét megmérkőzik Sylar-rel. |     |                                                                            |                  |                         |                                       |              |

### Második évad (2007)
| Sor. | Év. | Cím                                                | Rendező        | Író                       | Premier                                | Nézettség    |
| --- | --- | -------------------------------------------------- | -------------- | ------------------------- | -------------------------------------- | ------------ |
| 24. | 1.  | Négy hónappal később (Four Months Later)           | Greg Beeman    | Tim Kring                 | 2007. szeptember 24. 2008. június 11.  | 16.97 millió |
| A második szezon négy hónappal később veszi fel az első évad végén elejtett szálakat. Új hősöket ismerhetünk meg, köztük a hányattatott sorsú dél-amerikai testvérpárt, Alejandrót és Mayát. Van olyan hős, akitől el kell búcsúznunk, ám akad olyan is, akiről csak azt hisszük. Hiro még mindig a múltban keresi a kiutat, s megpróbálja megmenteni Takezo Kensei-t, de rájön, hogy ő nem az, akinek hitte. Maya és Alejandro a rendőrség elől menekülnek és az Egyesült Államok felé tartanak. A Bennet család eközben inkognitóban új életet kezd Kaliforniában. Matt nyomozóvá válik, ám Molly továbbra is rémálmokkal küzd. Mohinder pedig beépül a Társaságba. |     |                                                    |                |                           |                                        |              |
| 25. | 2.  | Gyíkok (Lizards)                                   | Allan Arkush   | Michael Green             | 2007. október 1. 2008. június 18.      | 11.96 millió |
| Hiro - Takezo Kensei képét magára öltve - megmenti Yaeko-t és ráveszi Kensei-t, hogy továbbra is segítsen. Kaito gyilkosa Angela Petrelli-re is lecsap, ám ezúttal sikertelenül. Claire újra meg újra tágítja képessége határait, amit azonban West is meglát. Peter eközben kénytelen alkuba bocsátkozni, az őt megtaláló írekkel. Mohinder Suresh a terv részeként meggyógyítja a Haitit, aki később csatlakozik Bennet- hez. |     |                                                    |                |                           |                                        |              |
| 26. | 3.  | Rokonlélek (Kindred)                               | Paul Edwards   | J.J. Philbin              | 2007. október 8. 2008. június 25.      | 10.91 millió |
| Hiro-nak végre sikerül hőst faragnia Takezo Kensei-ből. Claire eközben megtudja, hogy egykor West is kapcsolatba került a Társasággal. Maya szerencsésen kiszabadítja a börtönbe került Alejandro-t. Mohinder pedig megtalálja Isaac végső képsorozatának utolsó darabját, ami baljós jövőt fest Bennet-nek. Kiderül, hogy ugyan Sylar még él, de kénytelen rádöbbenni, hogy nem működnek a képességei. |     |                                                    |                |                           |                                        |              |
| 27. | 4.  | Kedves idegenek (The Kindness of Strangers)        | Adam Kane      | Tim Kring                 | 2007. október 15. 2008. július 2.      | 11.41 millió |
| Miközben Micah megpróbál alkalmazkodni az új életéhez, Monica felfedezi a képességét. Claire sehogyan sem tud elszakadni West-től, ezért inkább az apjának hazudik. Angela eközben magára vállalja Kaito Nakamura megölését. Matt információkat vár Nathan-től a valódi gyilkos megtalálásához, s megdöbbentő felfedezést tesz rég nem látott apjáról. Ekkor pedig Molly-t hívja segítségül. |     |                                                    |                |                           |                                        |              |
| 28. | 5.  | Harcolj, vagy menekülj (Fight or Flight)           | Lesli Glatter  | Joy Blake & Melissa Blake | 2007. október 22. 2008. július 9.      | 9.44 millió  |
| Peter-t nagy erőkkel keresi a Társaság, és úgy tűnik, hogy rá is bukkannak Írországban. Peter viszont nem akarja felfedni a múltját, még saját maga előtt sem. Eközben Brooklynban Suresh és Parkman, Molly segítségével rájönnek, hogy a rendőr apja is benne van a dolgokban, akivel Parkman már 25 éve nem találkozott. Molly azonban majdnem az életét veszti a segítségnyújtásban...Monica rájön, hogy milyen képességekkel rendelkezik, és megpróbálja feltérképezni, hogy mennyit is tud. |     |                                                    |                |                           |                                        |              |
| 29. | 6.  | Lelkiismeret (The Line)                            | Jeannot Szwarc | Adam Armus & Kay Foster   | 2007. október 29. 2008. július 16.     | 10.51 millió |
| Peter el szeretne jutni Montrealba - ám csak egyedül. Eközben Hiro megpróbálja helyreállítani a történelmet és a múltat, a szerelme azonban erősebbnek bizonyul. Kim bekerül végre a pomponlány csapatba, pedig a próbatétel nagyon nehéznek bizonyul számára. Ám a barátja segítségével végül megtanítják a csapat vezetőjét arra, hogy nem szép dolog megalázni másokat. Ukrajnában pedig eközben rátalálnak a többi festményre is. |     |                                                    |                |                           |                                        |              |
| 30. | 7.  | Fogytán az idő (Out of Time)                       | Daniel Attias  | Aron Eli Coleite          | 2007. november 5. 2008. július 23.     | 9.88 millió  |
| Peter végre eljut Montrealba, ám onnan egy szemvillanás alatt New Yorkban találja magát. A város teljesen kihalt, nincs senki sem, aki életben maradt volna a pusztító vírus után. Peter később találkozik az anyjával, de közben szem elől veszíti Caitlin-t. Hiro megmenekül, majd elpusztítja a Fehérszakáll összes fegyverét, de Kensei-t is meg kell ölnie. Claire és West lebuknak, amikor Claire apja váratlanul hazaér, Niki pedig Matt hatására megpróbálja megölni Paul-t. |     |                                                    |                |                           |                                        |              |
| 31. | 8.  | Négy hónappal korábban (Four Months Ago)           | Greg Beeman    | Tim Kring                 | 2007. november 12. 2008. július 30.    | 11.16 millió |
| Az epizód bemutatja, hogy egykor miről is maradtunk le... Most tényleg mindent megtudhatunk a hősökkel történtekről! Vagyis azt, miképp veszítette el az emlékezetét Peter? Miért halt meg Nicole férje, és hogyan került Micah a nagymamájához? Paul pedig miért üldözte Adam-t és Peter-t? És vajon hogyan épült fel Nathan ennyire gyorsan a súlyos égési sérüléseiből. |     |                                                    |                |                           |                                        |              |
| 32. | 9.  | Tanulságos történetek (Cautionary Tales)           | Greg Yaitanes  | Joe Pokaski               | 2007. november 19. 2008. augusztus 6.  | 10.81 millió |
| Mr. Bennet elhatározza, hogy biztonságos helyre költözteti a családját, mert úgy gondolja, hogy a Társaság jó nyomon halad, hogy megtalálja őket. Ám Claire egyáltalán nem rajong az ötletért. Hiro visszatér a jelenbe és döbbenten értesül az édesapja haláláról, majd úgy dönt, hogy ismét visszautazik a múltba, hogy megakadályozza a tragédiát. Eközben pedig Matt azon dolgozik, miképp tökéletesítse legújabb képességét. |     |                                                    |                |                           |                                        |              |
| 33. | 10. | Igazság és következmények (Truth and Consequences) | Adam Kane      | Jesse Alexander           | 2007. november 26. 2008. augusztus 13. | 11.89 millió |
| Miután a Bennet család azt hiszi, hogy az édesapa meghalt, úgy döntenek, hogy elköltöznek. Claire pedig mélyen gyászolja őt. Miközben a hamvait szórják szét, Claire felfedezi az őt figyelő Elle-t, majd megfenyegeti, hogy mindent kitálal a nagyközönség előtt, így pedig nekik kell majd menekülniük. Suresh lakásában Syler Molly-val fenyegeti meg az orvost. Eközben Peter és Adam a vírus hollétét kutatják fel, s amikor már éppen megtalálnák, Hiro közbelép. |     |                                                    |                |                           |                                        |              |
| 34. | 11. | Tehetetlenül (Powerless)                           | Allan Arkush   | Jeph Loeb                 | 2007. december 3. 2008. augusztus 27.  | 11.06 millió |
| Claire megtudja, hogy az apja még életben van, ám ez cseppet sem könnyíti meg a helyzetét. Maya rájön, hogy Syler ki is valójában és Molly segítségével azt is megtudja, hogy ő ölte meg az öccsét. Suresh a laboratóriumba viszi őket, mert tudja, hogy ott kamerával figyelik. A terve be is jön, mert Elle meglátja Syler-t és megmenti az életüket. Sylar-nek azonban sikerül elmenekülnie. Niki és Micah, Monica segítségére sietnek, de a házat felgyújtják, Niki pedig bennragad. |     |                                                    |                |                           |                                        |              |

### 3. évad
| |                      |  |     |  |  |
| Harmadik kötet : Gonoszok |                      |  |     |  |  |
| |                      |  |     |  |  |
| The Second Coming | 2008. szeptember 22. |  | 301 |  |  |
| Második eljövetel | 2010. október 16.    |  | 301 |  |  |
| Négy évvel később járunk a jövőben, amikor is Claire fegyvert szegez Peter-re, és meg akarja ölni. A férfi hiába ígéri, hogy visszatér a múltba és mindent helyrehoz, Claire mégis rálő. Peter-nek ezért meg kell állítania az időt. A jelenben később Nathan-t a jövőbeli Peter meglövi, hogy elmaradjon a sajtótájékoztató, ahol felfedné a létezésüket. Sylar eközben Claire-re támad a képességéért. Hiro pedig üzenetet kap a halott apjától, ami a jövőjére vonatkozik. Suresh ez alatt rájön Maya-t vizsgálva, hogy honnan erednek a képességek, így beadja magának a szérumot...                                                   |                      |  |     |  |  |
| |                      |  |     |  |  |
| The Butterfly Effect | 2008. szeptember 22. |  | 302 |  |  |
| Pillangóhatás | 2010. október 22.    |  | 302 |  |  |
| Angela álmot lát, amelyben a képességekkel rendelekezők halottak, s csak Sylar és Tracy maradtak életben. Suresh új képessége a mozgásának felgyorsulása, s az érzékeinek kiélesedése, valamint, hogy tud falon mászni. Claire elmeséli Peter-nek, hogy mi történt vele. Tracy pedig felkeresi Nathan-t, és felajánlja neki a helyettes szenátori széket. Sylar eljut az 5-ös szintre, amikor is robbanás történik, s a rabok kiszabadulnak. Angela veszi át a hatalmat a Társaság élén. Claire-re pedig az anyja vigyáz majd, hogy a kiszabadult rabok ne bánthassák. Ekkor pedig különös dolog derül ki Sylar-ről...                     |                      |  |     |  |  |
| |                      |  |     |  |  |
| One of Us, One of Them | 2008. szeptember 29. |  | 303 |  |  |
| Egy közülünk, egy közülük | 2010. október 29.    |  | 303 |  |  |
| Sylar csatlakozik az 5. szint munkájához, így Noah Bennet partnere lesz. Claire eközben részt akar venni a Föld megmentésében, s a vér szerinti anyját kéri meg, hogy segítsen neki. Tracy nyomozni kezd Niki után, és Micah-val is találkozik. A jövőbeli Peter pedig magával viszi a jelenben élőt, hogy megértesse vele a cselekedeteit. A szökött bűnözők bankrablását később Noah és Sylar közösen akadályozzák meg... |                      |  |     |  |  |
| |                      |  |     |  |  |
| I Am Become Death | 2008. október 6.     |  | 304 |  |  |
| Én leszek a halál | 2010. november 6.    |  | 304 |  |  |
| Suresh kezdi megtapasztalni magán a mellékhatásokat, amely a formula beadásával jár. Tracy eközben eljut Dr. Zimmermannhoz, akitől megtudja, hogy még két testvére volt, és mindnyájuk génjeit manipulálták. Nathan eközben végre felesküszik. Tracy pedig fel akarja adni a tanácsadói állását, és öngyilkosságot kísérel meg, de a férfi megmenti. A jövőbeli eseményekbe aztán Matt álmain keresztül láthatunk bele... |                      |  |     |  |  |
| |                      |  |     |  |  |
| Angels and Monsters | 2008. október 13.    |  | 305 |  |  |
| Angyalok és Szörnyetegek | 2010. november 13.   |  | 305 |  |  |
| Claire segíteni akar a társaságnak, ezért úgy dönt, hogy egyedül kutatja fel az Ötös szint szökevényeit. Hiro eközben kiszabadítja Adam Monroe-t, hogy a segítségével a "gyorshajtó" nyomára bukkanjanak. Nathan pedig megtudja az anyjától, hogy nem Istentől, hanem egy orvostól kapta a képességeit. Maya később felfedezi Suresh titkát... |                      |  |     |  |  |
| |                      |  |     |  |  |
| Dying of the Light | 2008. október 20.    |  | 306 |  |  |
| A fény haldoklása | 2010. november 20.   |  | 306 |  |  |
| Meredith egy őrült fogságába kerül, amikor elindul, hogy megmentse Claire-t. Adam Monroe segítségével eközben Petrelli visszanyeri az erejét. Daphne és Matthew pedig találkoznak egymással. Nathan és Tracy felkeresik Suresh-t, mert a lány meg akar szabadulni a képességétől, ám csapdába esnek. Peter a Pinehearst-höz készül, Sylar azonban meg akarja akadályozni... |                      |  |     |  |  |
| |                      |  |     |  |  |
| Eris Quod Sum | 2008. október 27.    |  | 307 |  |  |
| Az leszel, ami vagyok! | 2010. november 27.   |  | 307 |  |  |
| Suresh elmegy a Pinehearst-höz, ahol Mr. Petrelli a szeme láttára veszi el Maya képességét. Ezt látva pedig csatlakozik a kutatócsoporthoz. Elle és Claire úgy döntenek, hogy ők is elmennek a Pinehearst-höz, hogy megtudják, mit kínálnak nekik. Mr. Petrelli eközben megbízza Daphne-t, hogy ölje meg Matt-et. Suresh Peter-en akar kísérletezni, amikor is Sylar siet a segítségére. Nathan pedig megtudja, hogy él az apja, így találkozni akar vele... |                      |  |     |  |  |
| |                      |  |     |  |  |
| Villains | 2008. november 10.   |  | 308 |  |  |
| Gonoszok | 2010. december 3.    |  | 308 |  |  |
| Hiro lehetőséget kap rá, hogy betekinthessen a múltba, így az egy évvel korábbi eseményeket ismerhetjük meg. Láthatjuk Mr. Petrelli állítólagos halálát, valamint a Lindermann által elkövetett gyilkossági kísérletet Nathan ellen, és azt is megtudhatjuk, hogy Claire anyjából hogyan lett ügynök... |                      |  |     |  |  |
| |                      |  |     |  |  |
| It's coming | 2008. november 17.   |  | 309 |  |  |
| Közeleg | 2010. december 10.   |  | 309 |  |  |
| Peter elmondja Claire-nek, hogy a jövőben gyilkossá fog válni, és megöli őt. Matt eközben megpróbál segíteni Angela-nak, ám ehhez be kell férkőznie a fejébe. Syler megtanulja az együttérzés képességét, így pedig megkapja Elle képességét is. Daphne bevallja Matt-nek, hogy szereti, s ezzel megmenti magukat és Angela-t is. Hiro pedig azt hiszi, hogy 10 éves, mert Arthur törölte az emlékezetét, így Ando-nak kell újra megtanítania a képessége használatára... |                      |  |     |  |  |
| |                      |  |     |  |  |
| The Eclipse, Part 1 | 2008. november 24.   |  | 310 |  |  |
| Napfogyatkozás 2/1 | 2010. december 17.   |  | 310 |  |  |
| Suresh rájön, hogy a napfogyatkozásnak köze van a képességekhez. Eközben pedig mindkét oldal rájön, hogy Claire a katalizátor, így Angela el akarja rejteni a lányt, míg Arthur Sylar-t küldi felkutatni őt. Elkezdődik hát a napfogyatkozás, és mindenki elveszíti a képességét, így amikor Claire-t meglövik, egyáltalán nem gyógyul. Peter és Nathan eközben elindulnak, hogy felkutassák a Haiti-t, ám csapdába esnek... |                      |  |     |  |  |
| |                      |  |     |  |  |
| The Eclipse, Part 2 | 2008. december 1.    |  | 311 |  |  |
| Napfogyatkozás 2/2 | 2011. január 7.      |  | 311 |  |  |
| A napfogyatkozás végeztével mindenki visszakapja a képességét. Claire a halálból tér vissza, Matt a gondolatokon keresztül végre megérti Elle-t, és Haiti elveszi a gonosz testvére képességét. Claire-nek kell hát segíteni Hiro-nak visszakapni az emlékeit. Bennet elmondja Sylar-nek, hogy Arthur és Angelica nem a szülei, csak manipulálják őt. Suresh testében eközben pedig újra növekszik a szörnyeteg... |                      |  |     |  |  |
| |                      |  |     |  |  |
| Our Father | 2008. december 8.    |  | 312 |  |  |
| Apánk | 2011. január 14.     |  | 312 |  |  |
| Nathan úgy dönt, hogy a Pinehurst élére áll, ám az apját kihagyná a terveiből. Sylar eközben újra a képességekre vadászik, mert tudni akarja az igazságot a származásáról. Hiro-t pedig meggyógyítja a múltban az édesanyja, így visszatérnek az emlékei. Peter és a Haiti ez alatt elindulnak, hogy megöljék Arthur-t... |                      |  |     |  |  |
| |                      |  |     |  |  |
| Dual | 2008. december 15.   |  | 313 |  |  |
| Kettősség | 2011. január 21.     |  | 313 |  |  |
| Ando beadja magának a Suresh-től lopott formulát, hogy megkapja az időutazás képességét és megmenthesse Hiro-t, ám nem minden megy zökkenőmentesen. Sylar eközben fogságba ejti Angela-t, Claire-t és a szüleit, hogy bosszút álljon, amiért szörnnyé tették őt. Peter pedig elkezdi a Pinehearst laborját tönkretenni, Nathan azonban mindent megtesz, hogy ezt megakadályozza... |                      |  |     |  |  |
| |                      |  |     |  |  |
| Negyedik kötet : Szökevények |                      |  |     |  |  |
| A Clear and Present Danger | 2009. február 2.     |  | 314 |  |  |
| Fenyegető veszély | 2011. január 28.     |  | 314 |  |  |
| Nathan és Angela úgy döntenek, hogy begyűjtik a képességekkel rendelkezőket. Tracy-re és Suresh-re így máris sor kerül. Claire eközben kihallgat egy telefonbeszélgetést anya és fia között, így megtudja, hogy Parkman a következő. Értesíti hát erről Peter-t, s megpróbál segíteni a férfin, ám elfogják őket is... |                      |  |     |  |  |
| |                      |  |     |  |  |
| Trust and Blood | 2009. február 9.     |  | 315 |  |  |
| Bizalom és vér | 2011. február 4.     |  | 315 |  |  |
| A repülőgép lezuhanása után több fogoly is kiszabadul, akiknek most már a lelövésére kapott parancsot a begyűjtő csapat. Parkman az új képessége segítségével rájön, hogy Nemesis bajban van, így megpróbál segíteni neki. Sylar eközben elfog egy ártatlan családot, hogy a túszul ejtett ügynököt beszédre bírja. Peter pedig a néhány szökevény élére állva megfogadja, hogy mindent megtesz Nathan hatalmának megdöntéséért... |                      |  |     |  |  |
| |                      |  |     |  |  |
| Building 26 | 2009. február 16.    |  | 316 |  |  |
| 26-os létesítmény | 2011. február 11.    |  | 316 |  |  |
| Az Ellenállók megkérik Claire-t, hogy figyelmeztessen egy képességgel rendelkező fiút a kormányügynökök érkezésére. Így a lánynak a saját apjával kell ismét szembeszállnia. Sylar Luke-kal a szüleihez tart, amikor is egy közúti fotó segítségével Nathan csapata a nyomába ered. Majd Tracy manipulálásával Nathan megszerzi az elnök megbízottjának támogatását a programjához. |                      |  |     |  |  |
| |                      |  |     |  |  |
| Cold Wars | 2009. február 23.    |  | 317 |  |  |
| Hidegháború | 2011. február 18.    |  | 317 |  |  |
| Peter, Suresh és Matt elrabolják Noah Bennet-et, hogy Parkman a fejébe jutva információkat szerezzen az Ellenállók számára. Később aztán rájönnek, hogy Nathan és Bennet együtt hozták létre a kormányszervezet által támogatott programot, mely a képességgel rendelkezőket gyűjti be, majd aztán arra is, hogy ki a vezetőjük. |                      |  |     |  |  |
| |                      |  |     |  |  |
| Exposed | 2009. március 2.     |  | 318 |  |  |
| Leleplezve | 2011. február 25.    |  | 318 |  |  |
| Claire anyja rájön, hogy a lánya Alex-et rejtegeti a házukban, majd az első mérgén túljutva megpróbál segíteni a fiataloknak. Peter és Matt betörnek a 26-os létesítménybe, hogy Daphné nyomára bukkanjanak, közben pedig bizonyítékot szereznek Nathan szervezete ellen, és Daphné-ra akarják elcserélni. Peter megsérül az akció során, de az anyja és a testvére megmentik őt. Sylar pedig az emlékei hatására, amelyek az ismerős helyeken törnek rá, teljesen meggyűlöli az apját... |                      |  |     |  |  |
| |                      |  |     |  |  |
| Shades of Gray | 2009. március 9.     |  | 319 |  |  |
| Örökség | 2011. március 4.     |  | 319 |  |  |
| Danko Tracy-n keresztül akarja bizonyítani, hogy Nathan is rendelkezik képességgel. Sylar megtalálja az apját, ám amikor meg akarja ölni, rájön, hogy az öreg haldoklik. Claire úgy dönt, hogy jelentkezik a képregény boltba Alex helyére, hogy a "menekültek" ne az otthonában keressék. Angela eközben mindent megtesz azért, hogy Danko-t eltávolítsa Nathan közeléből... |                      |  |     |  |  |
| |                      |  |     |  |  |
| Cold Snap | 2009. március 23.    |  | 320 |  |  |
| Hideghullám | 2011. március 11.    |  | 320 |  |  |
| Miután Danko rájön, hogy Nathan is különleges képességekkel rendelkezik, úgy dönt, hogy Angela-t is elfogja, ám a terve kudarcba fullad. Tracy kiszabadul a 26-os létesítményből és magával viszi Suresh-t, Nemesis-t és Matt-et is. Nemesis-t azonban egyből kórházba kell vinni, mert a lőtt sebét még nem látták el. Tracy a Bennet-tel kötött alku értelmében elvezeti Danko embereit a Lázadóhoz, ám amikor megtudja, hogy az álnév kit takar, megbánja az árulását. |                      |  |     |  |  |
| |                      |  |     |  |  |
| Into Asylum | 2009. március 30.    |  | 321 |  |  |
| Menedék | 2011. március 18.    |  | 321 |  |  |
| Sylar meglátogatja Danko-t. Összefognak. Sylar segít minden képességgel rendelkező embert megkeresni és elfogni, ha cserébe ő marad egyedül életben. Most épp egy alakváltóval van dolguk.Sikerül elkapniuk és Sylar elveszi a képességét. Amikor megölték épp Sylar alakját vette fel, így elhitetik mindenkivel, hogy Sylar halott. Hiro és Ando azon gondolkodnak, hogy milyen veszélytől kell megvédeni kicsi Matt-et. Peter és Angela bemennek egy templomba, ahol Arthur-ral összeházasodtak. Danko emberei rájuk találnak, de Noah azt mondja nem látott senkit, így nem kapják el őket. Nathan és Claire Mexikó-ba mennek elbújni. |                      |  |     |  |  |
| |                      |  |     |  |  |
| Turn and Face the Strange | 2009. április 6.     |  | 322 |  |  |
| Szemben az ismeretlennel | 2011. március 25.    |  | 322 |  |  |
| Matt akkora fájdalmat akar Danko-nak okozni, amekkora neki Nemesis elvesztése volt, ezért csapdába csalja őt. Később Ando-ék mentik meg attól, hogy kegyetlen gyilkossá váljon, vagy ő maga haljon meg. Angela álma eközben elvezeti a családot arra a helyre, ahol minden elkezdődött. Bennet pedig rájön, hogy a holttest nem Sylar-é, ám nem tudja bizonyítani, így menekülnie kell... |                      |  |     |  |  |
| |                      |  |     |  |  |
| 1961 | 2009. április 13.    |  | 323 |  |  |
| 1961 | 2011. április 1.     |  | 323 |  |  |
| Nathan nagyon szeretné rendezni a viszonyát Peter-rel, ám a fiatalabbik testvér nem könnyíti meg a dolgát. Angela érzi, hogy a húga, aki az időjárást képes befolyásolni, még életben van, annak ellenére, hogy 1961 óta már halottnak hitte. Eközben pedig Suresh is csatlakozik a csoporthoz... |                      |  |     |  |  |
| |                      |  |     |  |  |
| I Am Sylar | 2009. április 20.    |  | 324 |  |  |
| Sylar vagyok | 2011. április 8.     |  | 324 |  |  |
| Matt úgy gondolja, hogy a fiának az anyjánál van a helye, azért visszaviszi a kisfiút, ám közben ügynökök veszik körül a házat. Sylar pedig már nem tudja, hogy ki is ő valójában, így amikor egyedül van, az anyjával beszélget. Találkozik Micah-val, és megmenti a fiú életét. Nathan-nek pedig eközben meg kell akadályoznia, hogy Sylar az ő alakjában találkozzon az elnökkel... |                      |  |     |  |  |
| |                      |  |     |  |  |
| An Invisible Thread | 2009. április 27.    |  | 325 |  |  |
| Láthatatlan szál | 2011. április 15.    |  | 325 |  |  |
| Angela arról álmodik, hogy Matt Parkman fogja Nathan életét megmenteni, ezért megpróbálja a férfit megtalálni. Hiro szervezete eközben nem bírja, hogy a férfi állandóan megállítja az időt, így folyton rosszul van, de nem engedi Ando-nak, hogy segítsen neki. Peter-nek kell később Sylar eszén túljárni ahhoz, hogy legyőzhessék a férfit... |                      |  |     |  |  |
| |                      |  |     |  |  |

### 4. évad
|                                           |                      |  |         |  |  |
| Ötödik kötet : Megváltás                  |                      |  |         |  |  |
|                                           |                      |  |         |  |  |
| Orientation / Jump, Push, Fall            | 2009. szeptember 21. |  | 401/402 |  |  |
| Tájékozódás 1. rész / Tájékozódás 2. rész |                      |  | 401/402 |  |  |
|                                           |                      |  |         |  |  |
|                                           |                      |  |         |  |  |
| Ink                                       | 2009. szeptember 28. |  | 403     |  |  |
| Tinta                                     |                      |  | 403     |  |  |
|                                           |                      |  |         |  |  |
|                                           |                      |  |         |  |  |
| Acceptance                                | 2009. október 5.     |  | 404     |  |  |
| '                                         |                      |  | 404     |  |  |
|                                           |                      |  |         |  |  |
|                                           |                      |  |         |  |  |
| Hysterical Blindness                      | 2009. október 12.    |  | 405     |  |  |
| '                                         |                      |  | 405     |  |  |
|                                           |                      |  |         |  |  |
|                                           |                      |  |         |  |  |
| Tabula Rasa                               | 2009. október 19.    |  | 406     |  |  |
| '                                         |                      |  | 406     |  |  |
|                                           |                      |  |         |  |  |
|                                           |                      |  |         |  |  |
| Strange Attractors                        | 2009. október 26.    |  | 407     |  |  |
| '                                         |                      |  | 407     |  |  |
|                                           |                      |  |         |  |  |
|                                           |                      |  |         |  |  |
| Once Upon A Time In Texas                 | 2009. november 2.    |  | 408     |  |  |
| '                                         |                      |  | 408     |  |  |
|                                           |                      |  |         |  |  |
|                                           |                      |  |         |  |  |
| Shadowboxing                              | 2009. november 9.    |  | 409     |  |  |
| '                                         |                      |  | 409     |  |  |
|                                           |                      |  |         |  |  |
|                                           |                      |  |         |  |  |
| Brother's Keeper                          | 2009. november 16.   |  | 410     |  |  |
| '                                         |                      |  | 410     |  |  |
|                                           |                      |  |         |  |  |
|                                           |                      |  |         |  |  |
| Thanksgiving                              | 2009. november 23.   |  | 411     |  |  |
| '                                         |                      |  | 411     |  |  |
|                                           |                      |  |         |  |  |
|                                           |                      |  |         |  |  |
| The Fifth Stage                           | 2009. november 30.   |  | 412     |  |  |
| '                                         |                      |  | 412     |  |  |
|                                           |                      |  |         |  |  |
|                                           |                      |  |         |  |  |
| Upon This Rock                            | 2010. január 4.      |  | 413     |  |  |
|                                           |                      |  | 413     |  |  |
|                                           |                      |  |         |  |  |
|                                           |                      |  |         |  |  |
| Let it Bleed                              | 2010. január 4.      |  | 414     |  |  |
|                                           |                      |  | 414     |  |  |
|                                           |                      |  |         |  |  |
|                                           |                      |  |         |  |  |
| Close to You                              | 2010. január 11.     |  | 415     |  |  |
|                                           |                      |  | 415     |  |  |
|                                           |                      |  |         |  |  |
|                                           |                      |  |         |  |  |
| Pass/Fail                                 | 2010. január 18.     |  | 416     |  |  |
|                                           |                      |  | 416     |  |  |
|                                           |                      |  |         |  |  |
|                                           |                      |  |         |  |  |
| The Art of Deception                      | 2010. január 25.     |  | 417     |  |  |
|                                           |                      |  | 417     |  |  |
|                                           |                      |  |         |  |  |
|                                           |                      |  |         |  |  |
| The Wall                                  | 2010. február 1.     |  | 418     |  |  |
|                                           |                      |  | 418     |  |  |
|                                           |                      |  |         |  |  |
|                                           |                      |  |         |  |  |
| Brave New World                           | 2010. február 8.     |  | 419     |  |  |
|                                           |                      |  | 419     |  |  |
|                                           |                      |  |         |  |  |
|                                           |                      |  |         |  |  |